# Sofiane Khelili
Sofiane Khelili né le 9 décembre 1989 à El-Harrach, est un footballeur algérien qui joue comme défenseur pour le NC Magra.

## Biographie
Sofiane Khelili commence sa carrière au NA Hussein Dey. Il rejoint en 2011 le club de la Jeunesse sportive de Kabylie. Avec cette équipe il remporte la Coupe d'Algérie et dispute deux matchs en Coupe de la confédération.
Ne jouant pas beaucoup avec la JSK, il est transféré en 2013 au CR Belouizdad.

## Carrière
- 2009-2011 :  NA Hussein Dey
- 2011-2013 :  JS Kabylie
- 2013-2016 :  CR Belouizdad[1]
- 2016-     :  Ettifaq FC
- 2017-     :  JS Kabylie
- 2017-2018 :  USM El Harrach
- 2018-2019 :  JSM Skikda
- 2019-2020 :  US Ben Guerdane
- 2020-     :  NC Magra

## Palmarès

### En club
- Vainqueur de la Coupe d'Algérie en 2011 avec la JS Kabylie

### Carrière internationale
- Vainqueur de la Coupe du monde militaire en 2011 avec l'Algérie.